# Le Vol des Sorcières
Le Vol des sorcières (en espagnol : Vuelo de brujas) est une huile sur toile réalisée par Francisco de Goya vers 1797-1798 avec cinq autres peintures à destination de la maison de campagne des ducs d'Osuna, « La Alameda ».

## Contexte de l'œuvre
Selon Côme Fabre, commissaire de l'exposition « L'ange du bizarre. Le romantisme noir de Goya à Max Ernst » au musée d'Orsay en 2013, Francisco de Goya, homme des Lumières, fait évoluer son art vers un nouvel imaginaire noir dans un contexte où l'Europe est plongée dans la terreur, à la suite des guerres de la Révolution française et des Guerres napoléoniennes, et fait ressurgir l'obscurantisme. D'ailleurs Goya avertit : « Je n'ai pas peur des sorcières, des lutins, des apparitions, des géants vantards, des esprits malins, des farfadets, etc. ni d'aucun autre genre de créatures hormis l'être humain. »
Le Vol des sorcières fait partie d'une série de six toiles destinées à la maison de campagne des ducs d'Osuna, La Alameda, près de Madrid. Elle leur est vendue le 27 juin 1798 avec comme titre « Compositions de sujets de sorcières », et Goya reçoit 6 000 réaux pour ce qui est soit une commande directe des ducs d'Osuna, soit un achat ultérieur à leur réalisation,.
Dans son livre Goya, Robert Hugues décrit Le Vol des sorcières comme « la plus belle et puissante des peintures de sorcellerie [de la série]. »

## Provenance
L'œuvre est vendue au duc d'Osuna en juin 1798. Tous les biens de ce dernier sont vendus à Madrid en 1896, Le Vol des sorcières faisant partie du lot no 83, à Ramón Ibarra qui la conserve dans sa collection privée à Bilbao.
Elle passe ensuite par la collection Luis Aran (Bilbao) puis Jaime Ortiz Patiño (Sotogrande, Huelva) l'acquiert en 1985 avant que ce soit l'État espagnol pour le musée du Prado en 1999.

## Description du tableau
Trois personnages, torse nu, avec chapeau pointu — appelé en espagnol « coroza » — appartenant à la tenue appelée « sambenito » décoré de petits serpents et jupette, tiennent en l'air dans leur bras un autre personnage nu, sur lequel ils soufflent pour lui insuffler de l'air. Ils sont éclairés par une source de lumière extérieure au tableau.
Dans la partie inférieure, deux paysans sont arrivés au sommet d'une montagne par un chemin tortueux qui se perd dans l'obscurité. Leur âne attend en contrebas. L'un des deux hommes, au sol, se bouche les oreilles pour ne pas écouter le bruit que produisent les trois premiers personnages tandis que l'autre avance vers le premier plan la tête couverte pour se protéger de la lumière tout en ayant les pouces entre l'index et le majeur dans un geste apotropaïque (pour se protéger du mauvais œil),.
La technique est classique de ces toiles de petits formats qu'a réalisées Goya sous le titre de « capricho e invención » : pour laisser libre cours à sa créativité, le coup de pinceau est lâche, les couleurs sombres recherchant des effets avec la lumière.

## Analyse
Goya cherche peut-être à faire une critique du peuple superstitieux, le comparant à l'âne patient qui continue à manger ignorant ce qui se passe.
Le consensus général des spécialistes est que la peinture représente une critique rationaliste de la superstition et de l'ignorance, en particulier concernant les sujets religieux : les chapeaux de sambenito ne sont pas seulement un emblème de la violence de l'Inquisition espagnole (les flammes sur la pointe semblent indiquer, selon Joan Curbet, qu'ils ont été condamnés comme d'hérétiques impénitents et seront brûlés au pilori; le musée du Prado décrit plutôt des serpents), mais sont aussi la réminiscence des mitres épiscopales, portant les doubles pointes caractéristiques. Les accusations des tribunaux religieux se retournent ainsi contre eux, leurs actions étant implicitement assimilées à des actes de superstition et des sacrifices ritualisés. On peut envisager que les témoins peuvent ainsi être soit horrifiés mais incapables de réagir, soit obstinément ignorants et sans volonté d'intervenir,,. Côme Fabre voit dans l'homme se couvrant les yeux un personnage aveuglé par l'obscurantisme religieux, et ce n'est pas un hasard s'il est suivi d'un âne ; lequel est le symbole traditionnel de l'ignorance, en particulier dans les estampes de Goya,.

## Expositions
Depuis 1986, Le Vol des sorcières a été exposé dans de nombreux musées prestigieux tels que le Seibu Museum of Art (Tokyo), le Petit Palais (Paris), le musée du Prado (Madrid), le musée des beaux-arts de Boston, le Metropolitan Museum of Art (New-York), la Royal Academy of Arts (Londres), l'Institut d'art de Chicago et le musée d'histoire de l'art de Vienne.

## Dans la culture populaire
Dans le film de Danny Boyle Trance, Le Vol des sorcières est mis aux enchères et vendu 27,5 millions de livres après avoir été volé.